# Варлаам (Скамницкий)

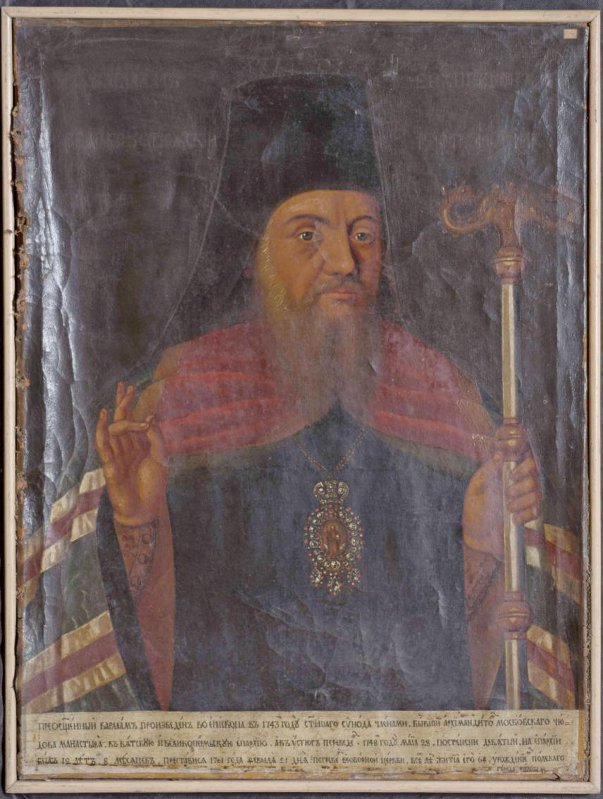
Портрет XVIII в.

Епископ Варлаам (Скамницкий или Скамнинский; 1697, Пинск (по другим сведениям Вильно) — 20 февраля 1761, Великий Устюг) — епископ Русской православной церкви, епископ Вятский и Великопермский (1743—1748), епископ Великоустюжский и Тотемский (1748−1761).

## Биография
Родился в семье купца. Обучался в Киевской духовной академии до богословского класса, окончил образование в Москве.
Служил в сухопутном кадетском корпусе.
В 1730 году пострижен в монашество архимандритом Германом (Концевичем) в московском Заиконоспасском монастыре.
В 1731 году архиепископом Киевским Рафаилом (Заборовским) рукоположён во иеродиакона.
С 1739 года — архимандрит Чудова монастыря.
С 3 октября 1740 года — член Святейшего синода.
27 февраля 1743 года хиротонисан во епископа Вятского и Великопермского.
Возведённый в сан епископа, преосвященный Варлаам, по выражению писателя Николая Лескова, «дал знать, что он муж строг, бодрого духа и гостеприимен». Но гостеприимство его было особого характера. Оно не было вызвано заботой о бедных и голодных, а, как говорит Лесков, было причиной склонности преосвященного Варлаама к частым пиршествам и различным увеселениям, в которых он и сам принимал участие.
В 1745 году по причине ссоры с Вятским воеводой А. С. Писаревым, которому епископ Варлаам нанёс оскорбление действием в канцелярии воеводы, вызван в Санкт-Петербург.
В 1746 году в ходе расследования дела о соляных промыслах Пыскорского Спасо-Преображенского монастыря (в Соликамском уезде Пермской губернии) монастырские власти показали, что епископ Варлаам неоднократно вымогал у них крупные суммы денег, настоятеля монастыря архимандрита Павла сажал под караул, казначея иеромонаха Гавриила приказывал наказать плетьми.
Сенат настаивал на суде над Варлаамом за такие действия (насилия и споры), но преосвященный Варлаам был помилован императрицей Елизаветой Петровной, и был назначен «отправлять чреду священнослужения при императорских гробах». Такому распоряжению он не подчинился. Чреды священнослужения не отправлял и был определён на 3 года жительства в Александро-Невскую лавру.
28 февраля 1748 года переведён в епархию Великоустюжскую и Тотемскую.
В 1749 году основал загородный архиерейский дом в 4 верстах от Великого Устюга по реке Стриге. Там же в селе Богородском 14 июля 1755 года освятил новопостроенную церковь в честь Тихвинской иконы Божией Матери (престольный праздник 9 июля н.с.).
26 апреля 1751 года просил об увольнении на покой в Выдубицкий монастырь, ссылаясь на «неимение мирного жития» и скорбь от «бессовестных недоброхотов и ябедников», доносивших на него в Синод. 27 февраля 1752 года вторично просил об увольнении из-за болезни.
В 1753 году освящал престол в южном приделе верхнего храма в честь Собора Архангела Гавриила в Устюжском Михайло-Архангельском монастыре Архангельской епархии.
В 1754 году на отливку 1054-пудового колокола для устюжского Успенского собора пожертвовал 2000 рублей келейных денег и столько же казённых архиерейского дома; отлитый колокол получил имя Варлаам. В 1754 году по доносу архимандрита Устюжского Михайло-Архангельского монастыря Боголепа началось следствие о злоупотреблениях епископа Варлаама. Его обвиняли в разорении монастырей и приходских церквей, вымогательстве денег у духовенства, исправлении приходно-расходных монастырских книг, использовании священно- и церковнослужителей на строительных работах, жестоком обращении с духовенством и рабочими. 1 июля 1756 года деятельность следственной комиссии Синода, которую возглавляли архимандрит Антониево-Сийского монастыря Леонтий и подполковник И. Дятлов, завершилась практически безрезультатно.
22 ноября 1759 года по причине болезни Варлаама Синод велел совершать епископам Вологодскому и Вятскому священнические и диаконские хиротонии ставленников Устюжской епархии.
Скончался 20 февраля 1761 года. Тело погребено в кафедральном Успенском соборе Великого Устюга.
Согласно его духовному завещанию, в храмы, монастыри, частным лицам и нищим убогим раздали огромную по тем временам сумму — свыше 3200 рублей. Как выдающаяся личность Варлаам оставил большой след в истории Великого Устюга и Устюжской земли.